# Come parlare di un libro senza averlo mai letto
Come parlare di un libro senza averlo mai letto (Comment parler des livres que l'on n'a pas lus ?) è un saggio dello psicanalista e scrittore francese Pierre Bayard pubblicato nel 2007.

## Contenuti
Il saggio, strutturato in tre parti, un prologo e un epilogo, tratta di come si possa parlare di un libro non letto. Nella prima parte intitolata "Modi di non leggere" lo studioso classifica i testi in libri che non si conoscono, libri che si sono sfogliati, libri di cui si è sentito parlare e libri che si sono dimenticati. Nella seconda parte del libro intitolata "Alcune situazioni di discorso" Bayard esamina le situazioni caratteristiche, professionali o mondane, in cui un lettore si trova obbligato a parlare di libri che non ha mai letto. Nella terza parte del libro "Comportamenti da adottare" Bayard dispensa alcuni consigli pratici per commentare, principalmente in pubblico, un libro non letto.

## Edizioni
- Pierre Bayard, Come parlare di un libro senza averlo mai letto, traduzione di Anita Maria Mazzoli, collana Demarcazioni, Excelsior 1881, 2007,  p. 208, ISBN 9788861580107.